# Punkt libracyjny

Rozmieszczenie punktów libracyjnych w układzie Ziemia–Słońce

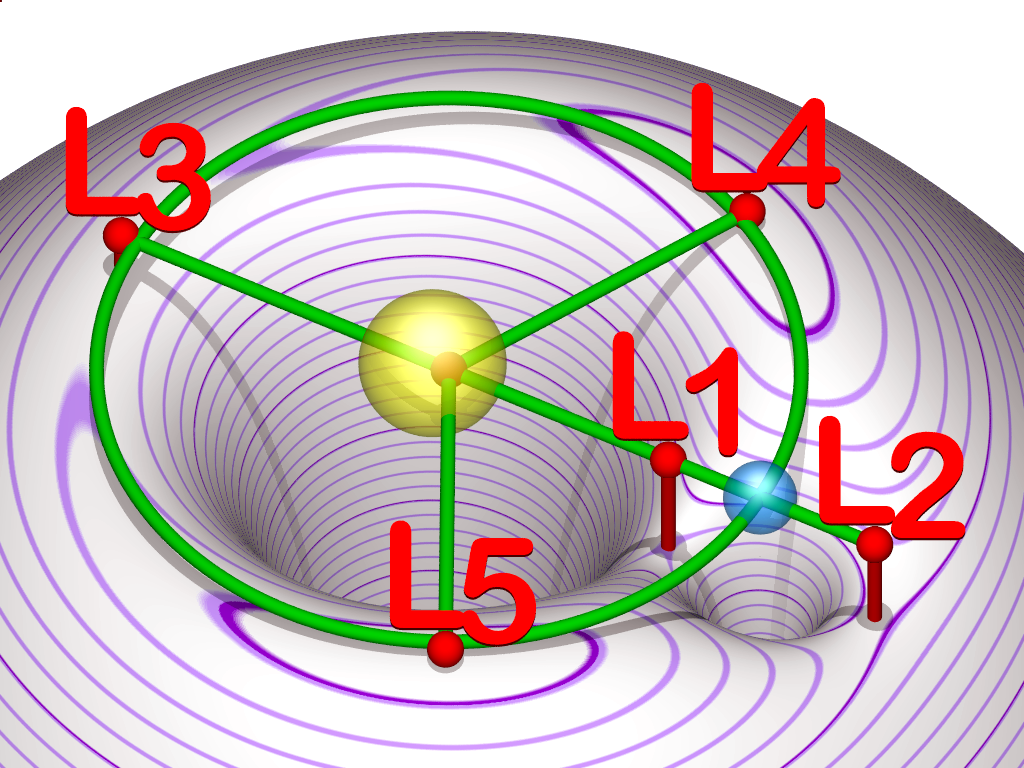
Położenie punktów libracyjnych oraz potencjał ciała obracającego się razem z układem podwójnym. Punkty libracyjne są punktami stacjonarnymi potencjału grawitacyjnego

Punkt libracyjny, punkt libracji, punkt Lagrange’a – miejsce w przestrzeni w układzie dwóch ciał powiązanych grawitacją, w którym ciało o pomijalnej masie może pozostawać w spoczynku względem ciał układu. Punkt libracyjny nazywany jest także punktem Lagrange’a od nazwiska jego odkrywcy Josepha Lagrange’a.
Punkty takie nie istnieją w ogólnym przypadku ruchu trzech ciał.

## Historia
Trzy punkty Lagrange’a (L1, L2, L3) leżące na linii przebiegającej przez dwa oddziałujące ciała zostały odkryte przez szwajcarskiego matematyka Leonharda Eulera około 1750 roku, na około dziesięć lat przed odkryciem pozostałych dwóch przez urodzonego we Włoszech Josepha Lagrange’a.
W 1772 roku Lagrange opublikował „Esej o problemie trzech ciał”. W pierwszym rozdziale rozważał ogólny problem trzech ciał. Na tej podstawie w drugim rozdziale zademonstrował dwa szczególne rozwiązania o stałym wzorze, dla dowolnych trzech mas o orbitach kołowych.

## Definicja
Dla każdego układu trzech ciał (dwa ciała główne i ciało próbne) występuje pięć takich punktów, oznaczanych na ogół od L1 do L5. Punkty L1–L3 znajdują się na linii przechodzącej przez ciała układu i są one niestabilne. Punkty L4 i L5 tworzą wraz z dwoma większymi ciałami trójkąt równoboczny i są liniowo stabilne, a dla niektórych stosunków niestabilne. Stabilność w tym przypadku oznacza, że jeżeli ciało będzie miało parametry ruchu niewiele różniące się od parametrów punktu, to pozostanie w okolicy tego punktu dowolnie długo. Niestabilność oznacza, że ciało takie oddali się od punktu libracyjnego.

## Przykłady
W układzie Słońce–Ziemia ciało może pozostawać w spoczynku w układzie odniesienia, w którym Słońce i Ziemia spoczywają. W punktach tych następuje zrównoważenie sił grawitacji i bezwładności oddziałujących na ciało w układzie odniesienia związanym z tym ciałem.
W pobliżu punktów L4 i L5 układu Słońce–Jowisz krążą dwie grupy planetoid trojańskich.

## Położenie punktów L1–L3
Dwa ciała o masie {\displaystyle M_{1}} i {\displaystyle M_{2}} powiązane siłami grawitacji, krążąc po orbitach kołowych poruszają się po okręgach, których środkiem jest środek masy układu. Odległość między środkami tych ciał oznaczmy jako {\displaystyle d.}
Prędkość kątową obrotu {\displaystyle \omega } określa wtedy wzór:
{\displaystyle \omega ^{2}=G{\frac {M_{1}+M_{2}}{d^{3}}},}
gdzie {\displaystyle G} oznacza stałą grawitacji.
Środek masy (obrotu) znajduje się w odległości {\displaystyle z} od ciała o {\displaystyle M_{1}{:}}
{\displaystyle z=d{\frac {M_{2}}{M_{1}+M_{2}}}.}
Układ obracających się ciał może być przyjęty za układ odniesienia dla trzeciego ciała o masie {\displaystyle m}. Na ciało {\displaystyle m} znajdujące się w odległości {\displaystyle x} od ciała {\displaystyle M_{1}} działają siły ciał {\displaystyle M_{1},} {\displaystyle M_{2}} oraz siła bezwładności. Dla punktu L1 znajdującego się między ciałami układu, siły działające na to ciało równoważą się, gdy:
{\displaystyle {\frac {GM_{2}m}{(d-x)^{2}}}+m\omega ^{2}\left(x-d{\frac {M_{2}}{M_{1}+M_{2}}}\right)-{\frac {GM_{1}m}{x^{2}}}=0,}
co odpowiada:
{\displaystyle {\frac {M_{2}}{(d-x)^{2}}}+{\frac {M_{1}+M_{2}}{d^{3}}}\left(x-d{\frac {M_{2}}{M_{1}+M_{2}}}\right)-{\frac {M_{1}}{x^{2}}}=0.}
Dla punktów L2 i L3 równanie zawiera takie same składniki, ale ze względu na zmianę zwrotów sił należy zmienić odpowiednio znaki dodawania i odejmowania.
Rozwiązanie analityczne równania nie jest możliwe. Przyjmując, że ciała układu znacznie różnią się masą (M2<<M1), punkty L1 i L2 są oddalone od ciała o mniejszej masie o:
{\displaystyle r\approx R{\sqrt[{3}]{\frac {M_{2}}{3M_{1}}}}.}
Położenie punktów L1 i L2 w układzie:
- Słońce–Ziemia: 1 500 000 km od Ziemi,
- Ziemia–Księżyc: 60 000 km od Księżyca[4].

Punkt L3 znajduje się za ciałem M1, w odległości od niego nieco większej niż odległość ciała M2:
{\displaystyle r\approx R\left(1+{\frac {5}{12}}{\frac {M_{2}}{M_{1}}}\right).}

## Położenie punktów L4i L5
W układzie, w którym pierwsza współrzędna określona jest przez linię przechodzącą przez oba ciała, a druga jest do niej prostopadła, położenie punktu L4 określają wzory:
{\displaystyle x={\frac {R}{2}}{\frac {M_{1}-M_{2}}{M_{1}+M_{2}}},}
{\displaystyle y={\sqrt {3}}{\frac {R}{2}}.}
Jeżeli masa M2 jest dużo mniejsza od M1, to punkt ten jest położony w niemal takiej samej odległości od ciała centralnego jak ciało okrążające i wyprzedza je na orbicie o kąt 60°.
Punkt L5 jest lustrzanym odbiciem punktu L4 względem prostej łączącej ciała.

## Znaczenie praktyczne

Punkt L4 w układzie Ziemia–Księżyc

Punkty libracyjne są wykorzystywane jako szczególnie dogodne lokalizacje instalacji kosmicznych.

### W układzie Ziemia–Księżyc
Punkt L1 może być cenną lokalizacją dla stacji kosmicznej z uwagi na położenie pomiędzy Ziemią a Księżycem. Punkt L2 jest dobrym miejscem do umieszczenia radioteleskopu, ponieważ Księżyc chroni go przed zakłóceniami radiowymi z Ziemi.

### W układzie Ziemia–Słońce
Punkt L1 znajduje się blisko Ziemi i jest ciągle oświetlany przez Słońce. Czyni go to użytecznym do prowadzenia obserwacji Słońca lub do pozyskiwania energii słonecznej. Na orbicie w pobliżu tego punktu zostało umieszczone obserwatorium SOHO. Punkt L2 znajduje się stale w półcieniu Ziemi, co czyni go dobrym miejscem do prowadzenia obserwacji planet zewnętrznych lub obszaru poza Układem Słonecznym. Na orbitach w pobliżu tego punktu umieszczono m.in. Kosmiczne Obserwatorium Herschela, Kosmiczny Teleskop Jamesa Webba i satelitę Planck.
W drugiej połowie 2009 w pobliżu punktów L4 i L5 przeleciały sondy STEREO, których głównym zadaniem jest jednoczesne wykonywanie zdjęć z dwóch miejsc, umożliwiające tworzenie zdjęć stereoskopowych (3D). W pobliżu punktu L4 odkryto dwie planetoidy trojańskie: 2010 TK7 oraz 2020 XL5.
W przypadku kolonizacji Marsa bezpośrednia łączność może zostać zablokowana na około 2 tygodnie w ciągu każdego okresu synodycznego, na czas trwania koniunkcji, gdy Słońce znajduje się pomiędzy Marsem a Ziemią. Satelita komunikacyjny znajdujący się w punkcie L4 lub L5 może służyć jako pośrednik w takiej sytuacji.